# Xungmai (köpinghuvudort i Kina, Tibet Autonomous Region, lat 31,34, long 89,01)
Xungmai (kinesiska: Xiongmei, 雄梅, Sezong, 色宗, 雄梅镇) är en köpinghuvudort i Kina. Den ligger i den autonoma regionen Tibet, i den sydvästra delen av landet, omkring 280 kilometer nordväst om regionhuvudstaden Lhasa. Antalet invånare är 3 437. Befolkningen består av 1 693 kvinnor och 1 744 män. Barn under 15 år utgör 33 %, vuxna 15-64 år 62 %, och äldre över 65 år 4,0 %.
Trakten runt Xungmai är nära nog obefolkad, med mindre än två invånare per kvadratkilometer. Det finns inga andra samhällen i närheten. Trakten runt Xungmai består i huvudsak av gräsmarker.
Genomsnittlig årsnederbörd är 477 millimeter. Den regnigaste månaden är juli, med i genomsnitt 153 mm nederbörd, och den torraste är december, med 6 mm nederbörd.